# Sibundoy
Sibundoy ist eine Gemeinde (municipio)  im Departamento Putumayo im Süden Kolumbiens. Für 2020 wird die Einwohnerzahl auf 15.473 geschätzt.

## Geschichte
Die Siedlung existierte schon lange, bevor die Spanier im Jahr 1534 kamen. Die Inka unter Huayna Cápac eroberten die Gegend 1492 und gründeten eine Quechua-sprachige Siedlung; ihre Nachfahren sind das moderne Volk der Inga. Die meisten Einwohner von Sibundoy sind indigen und tragen lange, blaue und violette Ponchos, die kapisaius und baitas genannt werden.

## Kultur
Sibundoy ist bekannt für die Maskenschnitzerei und andere traditionelle Handwerke. Im Park der Stadt sind die Stämme umgestürzter Bäume mit Symbolen aus der Mythologie der Inga- und Kamëntsá-Völker geschnitzt.
Ein besonders wichtiges Ereignis ist der Karneval der Rückkehr des ersten Volkes, der sowohl eine Spaßveranstaltung als auch eine wichtige Feier der lokalen Mythologie ist.

## Wirtschaft
Die vorherrschende Wirtschaftsform ist die Landwirtschaft.